# Вирок (притока Річиці)
Вирок — річка у Володимирецькому та Зарічненському районах Рівненської області, ліва притока Річиці (басейн Дніпра).

## Опис
Довжина річки 19 км, похил річки — 0,42 м/км. Формується з багатьох безіменних струмків. Площа басейну 225 км2.
Живлення снігове і дощове. У басейні річки Вирок споруджено меліоративні системи «Борова — Перекалля» та «Перекалля».

## Розташування
Бере початок на північно-східній околиці села Журавлине. Тече переважно на північний схід, по території Борівської та Перекальської сільських рад, і у селі Перекалля впадає у річку Річицю, ліву притоку Стиру.
Населені пункти вздовж берегової смуги: Уріччя, Борове.